# Бєлавін Микола Іванович (1923)
Микола Іванович Бєлавін (1923–1980) — генерал-майор Радянської Армії, учасник Німецько-радянської війни, Герой Радянського Союзу (1944).

## Біографія
Микола Бєлавін народився 29 січня 1923 року в Алма-Аті у робітничій сім'ї.
Жив у місті Фрунзе (нині Бішкек), де пішов до школи. З 1936 проживав у Москві, навчався в середній школі та аероклубі Ленінградського району. У червні 1940 року Бєлавін був призваний на службу в Робітничо-селянську Червону Армію, після чого був направлений до військово-авіаційної школи пілотів у Ворошиловграді. Будучи курсантом, зустрів початок Німецько-радянської війни, був евакуйований до міста Уральська Казахської РСР.
З липня 1942 — на фронтах Німецько-радянської війни. Воював на Північно-Західному фронті, був пілотом 288-го штурмового авіаполку (з листопада того ж року — 33-го гвардійського). Брав участь у боях на 2-му Прибалтійському та 1-му Білоруському фронтах.
До середини січня 1943 року Бєлавін здійснив 22 бойові вильоти, під час яких знищив або пошкодив 2 зенітні батареї, 1 зброю, 3 бліндажі, ліквідував більше 60 ворожих солдатів і офіцерів. За ці бойові нагороди він був нагороджений орденом Червоної Зірки.
З березня 1943 року молодший лейтенант Бєлавін став командиром ланки. За наступний місяць він знищив 2 літаки, 2 танки, кілька батарей артилерії, безліч німецьких солдатів та офіцерів. За це він був нагороджений орденом Червоного Прапора. Свій сорок третій за рахунком виліт Бєлавін здійснив у званні лейтенанта і на посаді заступника командира ескадрильї та ведучого групи штурмовиків. У серпні 1943 року він вступив до ВКП(б).
До середини липня 1944 року гвардії капітан Микола Бєлавін командував ескадрильєю 33-го гвардійського штурмового авіаційного полку 3-ї гвардійської штурмової авіаційної дивізії 6-ї повітряної армії 1-го Білоруського фронту. На той час він здійснив 97 успішних бойових вильотах, у яких робив бомбардування та штурмування укріплень і скупчень військ противника. Брав участь у понад двадцяти повітряних боях, у яких збив винищувач противника.
Указом Президії Верховної Ради СРСР від 26 жовтня 1944 року за «зразкове виконання бойових завдань командування на фронті боротьби з німецько-фашистськими загарбниками і виявлені при цьому мужність і героїзм» гвардії капітан Микола Бєлавін був удостоєний високого звання Героя Радянського Союзу «Золота Зірка» за номером 3072.
Брав участь у боях за визволення Польщі, штурмі Зеєловських висот. 16 квітня 1945 року Белавіну було доручено скинути копію ключа від Бранденбурзьких воріт військам 8-ї гвардійської армії, які штурмували Берлін. До кінця війни Бєлавін був заступником командира 33-го гвардійського штурмового авіаполку. Загалом до травня 1945 року Белавін здійснив 159 бойових вильотів.
Після закінчення війни Бєлавін продовжив службу в Радянській Армії. 1951 року він закінчив Військово-повітряну академію. У 1979 році у званні генерал-майора був звільнений у запас. Проживав у Москві.
Помер 15 січня 1980 року. Похований на Кунцевському цвинтарі.

## Нагороди
Був нагороджений двома орденами Леніна, чотирма орденами Червоного Прапора, орденами Олександра Невського та Вітчизняної війни 1-го ступеня, двома орденами Червоної Зірки, а також низкою медалей.